# حرارة (فلم)
حرارة (بالإنجليزية: Heat) هو فيلم جريمة أمريكي صدر في 1995 من تأليف وإخراج مايكل مان وبطولة روبرت دي نيرو وآل باتشينو.

## القصة
تدور أحداث الفيلم حول لص مشهور ومحترف روبرت دي نيرو (نيل ماكولي) المعروف باسم (سليك، الحاذق) يقرر شن هجمات على عدد من المناطق مثل اللاستيلاء على سيارة شرطة تحوي في داخلها على معلومات سرية ثم يبيعها لشخص ويكسب ثمنها، وسرقة بنك مع عصابته المحترفة التي من ضمنهم الممثل فال كيلمر وعلى الطرف الآخر آل باتشينو (المحقق فينسنت هانا) الشرطي دائم التوتر والقلق الذي أفنى حياته الشخصية والزوجية في مهنة مطاردة اللصوص ويحاول القبض على هذه العصابة بعد معرفته بخططهم.

## وصلات خارجية
- مقالات تستعمل روابط فنية بلا صلة مع ويكي بيانات

1. ↑  "معلومات عن حرارة (فيلم) على موقع antoniogenna.net". antoniogenna.net. مؤرشف من الأصل في 2016-03-04.
2. ↑  "معلومات عن حرارة (فيلم) على موقع isan.org". isan.org. مؤرشف من الأصل في 2019-08-31.
3. ↑  "معلومات عن حرارة (فيلم) على موقع allocine.fr". allocine.fr. مؤرشف من الأصل في 2018-09-14.